# Prva Liga Srbija 2004-2005
La Prva Liga Srbija 2004-2005 è stata la prima edizione della seconda divisione del campionato di calcio della Serbia e Montenegro con questo nome.

## Formula
Le 20 squadre disputano un girone all'italiana andata e ritorno.
Vengono in promosse in Prva Liga 2005-2006 le prime tre, mentre retrocedono direttamente in Srpska Liga le ultime due. Le due squadre piazzatesi al 17º e 18º disputano gli spareggi contro le seconde classificate dei quattro gironi di Srpska Liga.

## Squadre
| Squadra            | Città                  | Stagione 2003-2004          |
| ------------------ | ---------------------- | --------------------------- |
| Bud. Banatski Dvor | Banatski Dvor, Žitište | 13º in Prva Liga            |
| Napredak Kruševac  | Kruševac               | 14º in Prva Liga            |
| Radnički Obrenovac | Obrenovac, Belgrado    | 15º in Prva Liga            |
| Mladost Apatin     | Apatin                 | 2º in Druga Liga Nord       |
| Novi Sad           | Novi Sad               | 3º in Druga Liga Nord       |
| Bežanija           | Novi Beograd, Belgrado | 4º in Druga Liga Nord       |
| Proleter Zrenjanin | Zrenjanin              | 5º in Druga Liga Nord       |
| Rad Belgrado       | Savski Venac, Belgrado | 2º in Druga Liga Ovest      |
| Jedinstvo Ub       | Ub                     | 3º in Druga Liga Ovest      |
| Javor Ivanjica     | Ivanjica               | 4º in Druga Liga Ovest      |
| Novi Pazar         | Novi Pazar             | 5º in Druga Liga Ovest      |
| Mačva Šabac        | Šabac                  | 6º in Druga Liga Ovest      |
| OFK Niš            | Niš                    | 2º in Druga Liga Est        |
| Radnički Niš       | Niš                    | 3º in Druga Liga Est        |
| Srem               | Sremska Mitrovica      | 4º in Druga Liga Est        |
| Vlasina            | Vlasotince             | 5º in Druga Liga Est        |
| Kosanica           | Kuršumlija             | 1º in Srpska Liga Est       |
| Mladost Lučani     | Lučani                 | 1º in Srpska Liga Ovest     |
| Spartak Subotica   | Subotica               | 1º in Srpska Liga Vojvodina |
| Voždovac           | Voždovac, Belgrado     | 1º in Srpska Liga Belgrado  |

## Classifica finale
| Pos. | Squadra             | Pt | G  | V  | N  | P  | GF | GS | DR  |
| ---- | ------------------- | -- | -- | -- | -- | -- | -- | -- | --- |
| 1    | Bud. Banatski Dvor  | 76 | 38 | 22 | 10 | 6  | 69 | 34 | +35 |
| 2    | Javor Ivanjica      | 74 | 38 | 22 | 8  | 8  | 44 | 30 | +14 |
| 3    | Rad Belgrado        | 71 | 38 | 21 | 8  | 9  | 64 | 30 | +34 |
| 4    | Mladost Apatin      | 63 | 38 | 17 | 12 | 9  | 50 | 31 | +19 |
| 5    | Bežanija            | 58 | 38 | 17 | 7  | 14 | 59 | 53 | +6  |
| 6    | Napredak Kruševac   | 55 | 38 | 14 | 13 | 11 | 46 | 37 | +9  |
| 7    | Jedinstvo Ub        | 53 | 38 | 13 | 14 | 11 | 44 | 35 | +9  |
| 8    | Spartak Subotica    | 52 | 38 | 13 | 13 | 12 | 53 | 44 | +9  |
| 9    | Srem                | 52 | 38 | 15 | 7  | 16 | 50 | 48 | +2  |
| 10   | Novi Pazar          | 52 | 38 | 14 | 10 | 14 | 37 | 39 | -2  |
| 11   | Mačva Šabac         | 52 | 38 | 14 | 10 | 14 | 44 | 51 | -7  |
| 12   | Voždovac            | 51 | 38 | 12 | 15 | 11 | 46 | 37 | +9  |
| 13   | Novi Sad            | 51 | 38 | 15 | 6  | 17 | 43 | 40 | +3  |
| 14   | OFK Niš             | 50 | 38 | 13 | 11 | 14 | 39 | 47 | -8  |
| 15   | Radnički Niš        | 49 | 38 | 13 | 10 | 15 | 40 | 44 | -4  |
| 16   | Vlasina             | 48 | 38 | 15 | 3  | 20 | 45 | 53 | -8  |
| 17   | Radnički Obrenovac  | 43 | 38 | 11 | 10 | 17 | 26 | 50 | -24 |
| 18   | Proleter Zrenjanin  | 40 | 38 | 11 | 7  | 20 | 38 | 59 | -21 |
| 19   | Kosanica Kuršumlija | 29 | 38 | 6  | 11 | 21 | 22 | 64 | -42 |
| 20   | Mladost Lučani      | 26 | 38 | 7  | 5  | 26 | 27 | 60 | -33 |

Legenda:

      Promossa in Prva Liga SCG 2005-2006

      Ai play-out

      Retrocessa in Srpska Liga
Note:

Tre punti a vittoria, uno a pareggio, zero a sconfitta.

## Spareggi
```
Vi partecipano:
* Radnički Obrenovac (17º in Prva Liga Srbija)   * ČSK Čelarevo     (2º in Srpska Liga Vojvodina)
* Proleter Zrenjanin (18º in Prva Liga Srbija)   * Posavac Knezevac (2º in Srpska Liga Belgrado)
                                                 * Sevojno          (2º in Srpska Liga Ovest)
                                                 * Železničar Niš   (2º in Srpska Liga Est)
```

| Squadra 1        | Totale        | Squadra 2          | Andata     | Ritorno    |
| ---------------- | ------------- | ------------------ | ---------- | ---------- |
| PRIMO TURNO      | PRIMO TURNO   | PRIMO TURNO        | 22.06.2005 | 26.06.2005 |
| Posavac Knezevac | 2 - 6         | ČSK Čelarevo       | 1 - 1      | 1 - 5      |
| Sevojno          | 7 - 1         | Železničar Niš     | 7 - 1      | n.d.       |
| SECONDO TURNO    | SECONDO TURNO | SECONDO TURNO      | 03.07.2005 | 06.07.2005 |
| ČSK Čelarevo     | 2 - 1         | Proleter Zrenjanin | 2 - 1      | 0 - 0      |
| Sevojno          | 4 - 0         | Radnički Obrenovac | 3 - 0      | 1 - 0      |

```
 
Verdetti:

* 
ČSK Čelarevo
 e 
Sevojno
 promossi in 
Prva Liga Srbija 2005-2006

* 
Radnički Obrenovac
 e 
Proleter Zrenjanin
 retrocessi in 
Srpska Liga
```